# Strupena čeladica
Strupena čeladica (znanstveno ime Mycena rosea) je gliva iz rodu čeladic (Mycena).

## Značilnosti[1]
Klobuk ima v premeru od 25 do 60 mm. Je konveksen do raven, z grbico na osredju, včasih z vdrtim koncentričnim pasom, gol, voskast in prosojno progast. Je temno do bledo roza ali lilasto roza barve, s starostjo zbledi in v sredini postane umazano rumena. Ima vonj po redkvici.
Lističi so enake barve kot klobuk, izrezani ob betu, z mnogimi vmesnimi lističi, zato so ob robu klobuka gostejši.
Bet je bel ali bledo rožnat, vzdolžno vlaknast, votel, čvrst in se širi proti dnu. Večinoma raven, včasih spodaj ukrivljen. Dnišče je obdano z rumenkasto belimi vlakni. 
Micelij strupene čeladice je bioluminiscenten.

## Razširjenost in življenjski prostor
Raste od poletja do jeseni na gnijočem listju. Najraje je na apnenčastih tleh pod bukvami in hrasti, pa tudi v mešanem gozdu.

## Mikroskopske značilnosti
Trosni odtis je bel. Trosi so mandljaste oblike, gladki, amiloidni in merijo 7–8,5 x 4–5 μm.

## Podobne vrste
- redkvičasta čeladica (Mycena pura) je bolj vijoličastih odtenkov in drobnejša.[3]

## Uporabnost
Strupena. Vsebuje strup muskarin.

## Galerija slik
- Bet in lističi
- Mlade gobe
- Trosi